# Илляшевич, Лука Иванович
Лука Иванович Илляшевич (также писалась Ильяшевич) (1832—1901) — военный губернатор Забайкальской области, наказной атаман Забайкальского казачьего войска (1880—84), генерал-майор русской армии.

Почётный гражданин Читы.

## Биография
Из дворянской семьи Илляшевичей (ветвь рода герба «Косцеша»). Из дворян Таращанского уезда Киевской губернии. Родился в семье стряпчего уездного суда, титулярного советника Ивана Петровича Илляшевича, после смерти отца был определён в Нижегородский Аракчеевский кадетский корпус на казённое содержание. Впоследствии завещал благотворительный капитал в 10 тыс. рублей для поддержки обучения неимущих кадет.
В 1850 году закончил Нижегородский графа Аракчеева кадетский корпус. Служил в Дворянском полку.
Зачислен в Константиновское артиллерийское училище; произведён в офицеры 13 августа 1852 г., службу начал прапорщиком в 9-м артиллерийском парке (бригаде). Участник Крымской войны 1853—1856 гг.
В 1862 году закончил Императорскую Николаевскую военную академию, штабс-капитан.
В 1869—1872 гг. — начальник штаба 6-й пехотной дивизии, полковник.
В 1873—1877 гг. — командир Московского 8-го гренадерского полка. Участник Русско-турецкой войны 1877—1878 гг., с февраля по сентябрь 1877 года являлся начальником штаба 13-го армейского корпуса.
18 апреля 1880 года назначен военным губернатором Забайкальской области и наказным атаманом Забайкальского казачьего войска. После побега 8 каторжан с Карийской каторги 11 мая 1882 года содействовал ужесточению режима для осуждённых на каторжные работы. 16 сентября 1882 года был тяжело ранен у себя в приёмной в Чите выстрелом из револьвера бывшей политкаторжанкой, народницей Кутитонской М. И..
После выздоровления продолжал исполнять свои должностные обязанности. Содействовал развитию образования в области, в частности, открытию в Чите двухклассного училища и мужской гимназии 30 августа 1884 года. Ушёл в отставку 15 марта 1884 года.
Похоронен на кладбище Аскольдовой могилы в Киеве.

## Научные труды
Изучал вопросы демографии и статистики.
- Ильяшевич Л. Статистическое исследование смертности в нашей армии[10]. — «Военный сборник», 1863, № 2, с. 359—420[11]

## Награды
- Орден Святого Владимира 4 степени с бантом и мечами (1854);
- Орден Святой Анны 2 степени;
- Орден святого Станислава 2 степени (1864);
- медали.

## Интересный факт
Ходатайствовал перед императором Александром III об отмене смертной казни для покушавшейся на него Кутитонской М. И.